# 刑事ロニー・クレイブン
『刑事ロニー・クレイブン』（けいじロニー・クレイブン、原題：Edge of Darkness）は、1985年制作のイギリスのテレビドラマ（ミニシリーズ）。製作はBBC。全6回。監督はマーティン・キャンベル。第39回英国アカデミー賞テレビ部門6部門受賞。

## あらすじ
ウェスト・ヨークシャー警察のロニー・クレイブン警部補は、娘のエマと一緒に帰宅したところを突然何者かに銃撃され、エマがロニーを庇って被弾して死んでしまう。
最愛の娘を失い呆然とするクレイブンだが、その後エマの部屋を調べたロニーは拳銃とガイガーカウンターを発見、彼女の住んでいたロンドンに向かい捜査を始める。
さらに捜査を進めたロニーは、エマが反核運動に深く関わっていたことを知る。エマの死の背後には、プルトニウムをめぐる政府を巻き込んだ巨大な陰謀の存在があった。

## 放映リスト
| 回 | 邦題           | 原題                | 放送日（イギリス） |
| -- | -------------- | ------------------- | ------------------ |
| 1  | 特別休暇       | Compassionate Leave | 1985年11月4日      |
| 2  | エマのファイル | Into the Shadow     | 1985年11月11日     |
| 3  | 影の主役       | Burden of Proof     | 1985年11月18日     |
| 4  | 突破作戦       | Breakthrough        | 1985年11月25日     |
| 5  | ノースモアへ   | Northmoor           | 1985年12月2日      |
| 6  | 黒い花         | Fusion              | 1985年12月9日      |

## キャスト
※括弧内は日本語吹替。
- ロナルド“ロニー”・クレイブン：ボブ・ペック（村井国夫）
- ダリウス・ジェドバーグ：ジョー・ドン・ベイカー（石田太郎）
- エマ・クレイブン：ジョアンヌ・ウォーリー（日高のり子）
- ペンドルトン：チャールズ・ケイ（近石真介）
- ハーコート：イアン・マクニース（坂口芳貞）
- グローガン：ケネス・ネルソン（金内吉男）
- クレメンティン：ゾーイ・ワナメイカー（駒塚由衣）
- ジェームズ・ゴドボルト：ジャック・ワトソン（宮川洋一）
- 大臣：ジェレミー・チャイルド
- ベネット：ヒュー・フレイザー
- ロス：ジョン・ウッドヴァイン（北村弘一）
- チャイルズ：T・R・ボーウェン
- マクルーン：ショーン・キャフレイ
- チルウェル：アラン・カスバートソン
- ジョーンズ：デヴィッド・フリーシュマン

※テレビ放送：NHK衛星第2テレビジョン 1990年7月16日～7月21日（6夜連続放送）

## リメイク
2010年、ハリウッドで映画『復讐捜査線』としてリメイクされた。テレビドラマ版と同じマーティン・キャンベルが監督し、メル・ギブソンが主演した。テレビドラマはイギリス・ヨークシャーが舞台だったが、映画版ではアメリカ・ボストンを舞台としている。